# El tigre i la neu
El tigre i la neu (títol original en italià: La tigre e la neve) és una pel·lícula italiana dirigida per Roberto Benigni, estrenada el 2005. Ha estat doblada al català.
El film, que té com a decoració el Bagdad de la guerra a Iraq, és un conte modern, en part inspirat de La Bella Dorment, en el qual el director busca exaltar el que anomena la més gran força humana, l'amor.

## Argument
Attilio és un home que posa poesia en la seva vida, i somnia cada nit en la dona de la seva vida. O, la troba en carn i ossos en una roda de premsa, però no arriba a agafar-la: s'evapora de nit..Quan s'assabenta que és en coma a Bagdad, en plena guerra a Iraq, decideixi posar tot en marxa per salvar-la.

## Repartiment
- Roberto Benigni: Attilio de Giovanni
- Nicoletta Braschi: Vittoria
- Jean Reno: Fuad
- Tom Waits: ell mateix
- Emilia Fox: Nancy Browning
- Gianfranco Varetto: Mestre Scuotilancia
- Lucia Polit: Signora Serao
- Chiara Pirri: Emilia
- Anna Pirri: Rosa
- Andrea Renzi: doctor Guazzelli
- Abdelhafid Metalsi: doctor Salman
- Steven Beckingham: primer sergent
- Mark McKerracher: oficial americà

## Al voltant de la pel·lícula
- Roberto Benigni va anomenar el seu personatge « Attilio » en homenatge al poeta Attilio Bertolucci (1911-2000), pare dels famosos directors Giuseppe i Bernardo Bertolucci.
- Premis 2005: Premis David di Donatello: 2 nominacions
- Crítica: "Pestilent, rastrera utilització d'una guerra en present (...) avorrida en la resta del metratge"[3]